# Lake Don Pedro (Californie)
Lake Don Pedro est une census-designated place du comté de Mariposa, dans l'État de Californie, aux États-Unis,. En 2020, elle compte une population de 1 765 habitants.